# Зельона (Бохенський повіт)
Зельона (пол. Zielona) — село в Польщі, у гміні Дрвіня Бохенського повіту Малопольського воєводства.
Населення — 192 особи (2011).
У 1975-1998 роках село належало до Краківського воєводства.

## Демографія
Демографічна структура станом на 31 березня 2011 року:
|          | Загалом | Допрацездатний вік | Працездатний вік | Постпрацездатний вік |
| -------- | ------- | ------------------ | ---------------- | -------------------- |
| Чоловіки | 97      | 15                 | 75               | 7                    |
| Жінки    | 95      | 9                  | 62               | 24                   |
| Разом    | 192     | 24                 | 137              | 31                   |